# Заика, Иван Иванович
Иван Иванович Заика (27 марта 1918, Кременчуг — 3 января 2009, Кременчуг, Полтавская область) — советский офицер. В 1941 году командир 54-й береговой батареи 1-го отдельного артиллерийского дивизиона Береговой обороны Главной базы Черноморского флота. 30 октября 1941 года в 16 ч. 35 мин. батарея № 54 под командованием И. И. Заики первой открыла огонь по врагу, начав героическую оборону Севастополя. Партизан Крыма, командир 10-го отряда 2-й бригады Восточного соединения крымских партизан. Награждён правительственными орденами и медалями. Почетный гражданин Севастополя.

## Биография
Родился 27 марта 1918 года в Кременчуге. Ему было всего три года, от сыпного тифа умер отец — работник местной ЧК. В четырнадцать Иван пошел на завод слесарем-инструментальщиком. В 1936 году по массовому комсомольскому призыву пошел на флот.
Окончил Севастопольское училище береговой обороны им. ЛКСМУ в 1940 году. В июле 1941 года назначен командиром береговой батареей № 54 у села Николаевка. Она состояла из 4 орудий 102 мм (Б-2), ранее стоявших на крейсере «Красный Кавказ» и 150 человек личного состава. 54-я береговая батарея входила в состав 1-го Отдельного Артиллерийского Дивизиона (ОАД), береговой обороны базы Севастополя, командиром дивизиона являлся майор К. В. Радовский.

### Начало обороны Севастополя
Основным источником, которые подробно описывают боевые действия батареи, является Журнал боевых действий 54-ББ 1-го ОАД БО ГБ ЧФ, хранящийся в Центральном Военно-морском архиве и труд «Хроника героической обороны Севастополя 1941—1942 гг.» Г. И. Ванеева.
30 октября 1941 года, около 16.00 на командный пункт 54-й береговой батареи, от корректировочного поста, который возглавлял лейтенант Яковлев С. И., поступило донесение о передвижении войск противника со стороны города Саки. В 16 часов 35 минут, 54-я береговая батарея произвела первый выстрел по мотопехоте и бронетехнике противника из мобильной группы под командованием обер-лейтенанта Вернера Циглера. За несколько часов батарея выпустила по врагу 62 снаряда. Через два часа батарея открыла огонь по новой колонне противника.
31 октября 1941 года, Нечай И. и Анисимов Ф. командиры отделений, пробрались в тыл немецких войск и осуществляли корректировку, обеспечивая высокую точность стрельбы. От деревни Ивановка, Сакского района, по средствам радиосвязи корректировал огонь лейтенант Яковлев С. И. По результатам огня батареи и наносимых немецким войскам потерям, в район боя были подтянуты дополнительные силы 132-й немецкой пехотной дивизии, которая двигалась из Ивановки по направлению деревни Булганак (ныне село Тепловка). 54-я батарея несколько раз обстреливала колонны 132-й немецкой пехотной дивизии, в результате чего враг нес большие потери. В помощь батарее из Севастополя был направлен эсминец «Бодрый», под командованием командира капитана 3 ранга В. М. Митина. После того как он открыл огонь по врагу, который сосредотачивался в нескольких километрах от села Николаевка по симферопольскому направлению, его атаковали бомбардировщики врага, которые пикировали на эсминец со стороны солнца. В результате налёта 50 человек, в том числе командир корабля, были ранены. Командование эсминца взял на себя старший помощник командира, капитан-лейтенант В. Г. Бакарджиев и «Бодрый» вернулся на базу.
2 ноября 1941 года, мобильные подразделения группы В. Циглера разгромили батальон стрелкового полка, который обеспечивал охрану позиций тыла, и захватили поселок Кача, тем самым замкнув окружение 54-й береговой батареи. Батарея подвергалась налётам штурмовой авиации, после чего начался штурм. К тому моменту в боеспособном состоянии находилось одно орудие, которое вскоре также было уничтожено врагом. Завязался ближний бой, раненые оставались в строю.
В 16 часов 40 минут командир батареи Заика И. И. доложил:

«Противник находится на позициях батареи. Связь кончаю. Батарея атакована».
На помощь выжившим ночью были посланы тральщик «Искатель» (командир капитан-лейтенант В. А. Паевский), СКА № 031 (старший лейтенант А. И. Осадчий) и СКА № 061 (старший лейтенант С. Т. Еремин). Ошвартоваться не представлялось возможным, на воду были спущены 2 шлюпки на которых доставили на корабль 28 батарейцев, спустившихся с обрыва по скрученному телефонному кабелю. Командир батареи Заика И. И. с группой бойцов остались на берегу для прикрытия эвакуации.
Из приказа вице-адмирала Ф. С. Октябрьского, командующего ЧФ, № 16 от 11 марта 1942 года.

«….Батарея № 54 Береговой обороны Главной базы Черноморского флота, весь её личный состав, в числе которого были три женщины-патриотки, войдет в историю нашей борьбы, как символ нашего мужества, славы и непобедимости»

### В партизанах Крыма
И. Заика, С. Муляр и ещё трое бойцов выдвинулись в северном направлении и с рассветом следующего дня пришли к двум домикам у моря. Они постучали, и им открыл мужчина лет 40, сообщив, что немцев нет, но есть раненые, среди них оказалась и его жена, Валентина Заика. На следующий день к ним присоединился подбитый над батареей летчик Алексей Федорович Борисов. Они решили прорываться в Севастополь. Хозяин дома переодел всех в гражданское, раненые остались в доме. Позже они разделились, на оккупированной территории И. Заика выдавал себя за заключенного, которого освободили из тюрьмы, а В. Заика представлялась беженкой из Украины. В Севастополь пробиться они не смогли, и решили идти в Карасубазарский район, где проживали родители Валентины. Долго не удавалось выйти на связь с партизанами или подпольем, И. Заике не доверяли. Наконец, вокруг И. Заики собралась группа доверенных людей, была установлена связь с партизанами и они перешли в горы в районе Старого Крыма. Сначала И. Заика был рядовым бойцом, затем начальником штаба, а после удачной операции, которой он командовал, И. Заика стал командиром 10-го отряда 2-й бригады (командир Котельников Н. К.) Восточного соединения партизан Крыма. В этом же отряде воевал отец Валентины и её младший брат.

### После Великой Отечественной войны
Был демобилизован 6 мая 1947 года в звании капитан-лейтенанта.
Иван Иванович после демобилизации без отрыва от производства окончил среднюю вечернюю школу, получил аттестат и поступил на заочное отделение Харьковского автодорожного института. Шесть лет работал мастером в цехе. После окончания учёбы был назначен инженером, позже начальником отдела конструкторского бюро Кременчугского завода дорожных машин.
Активно участвовал в общественной жизни, неоднократно посещал Крым, Севастополь. Первое его появление в Музее обороны Севастополя вызвало шок — даже в специальной литературе он долго считался погибшим. Скончался 3 января 2009 года. Похоронен со всеми воинскими почестями в родном ему Кременчуге.

## Награды
Награждён правительственными наградами. После боя в 1941 году представлялся к званию Героя Советского Союза, в итоге приказом от 8 декабря 1941 года награждён первым орденом Красного Знамени. Медаль «За победу над Германией в Великой Отечественной войне 1941—1945 гг.» (1945). Повторно награждён орденом Красного Знамени (07 февраля 1946), медалью «За боевые заслуги». (05 ноября 1946). К 40-му юбилею Победы награждён орденом Отечественной войны (1985).
Почетный гражданин Севастополя «За заслуги перед городом-героем Севастополя, проявленный героизм при обороне города Севастополя и личный вклад в разгром врага» решением Севастопольского горсовета от 11 мая 2004.

## Память
Севастопольский скульптор С. А. Чиж выполнил к 40-летию Победы грудной бюст И. И. Заики.

## Семья
Жена — Валентина Герасимовна Хохлова (Заика), крымчанка, встретились и поженились в летом 1941 года, также ветеран Великой Отечественной войны, участница обороны 54-й батареи.